# 香港特別行政區政府總部 (建築物)
政府總部（英語：Central Government Offices，縮寫：CGO），是香港特別行政區政府總部的所在地，位於香港香港島金鐘添馬添美道2號，分為東翼及西翼兩座，而東翼前地是政府總部的正門。政府總部是添馬艦發展工程的三組建築之一，其東北為立法會綜合大樓，其西北則為行政長官辦公室，亦是香港行政會議舉行的所在地，三組建築之間的綠化帶闢作添馬公園，讓公眾舉行活動及集會，亦不時會擺放藝術品作展出用途，如2018年的「天問」作品。

## 名稱

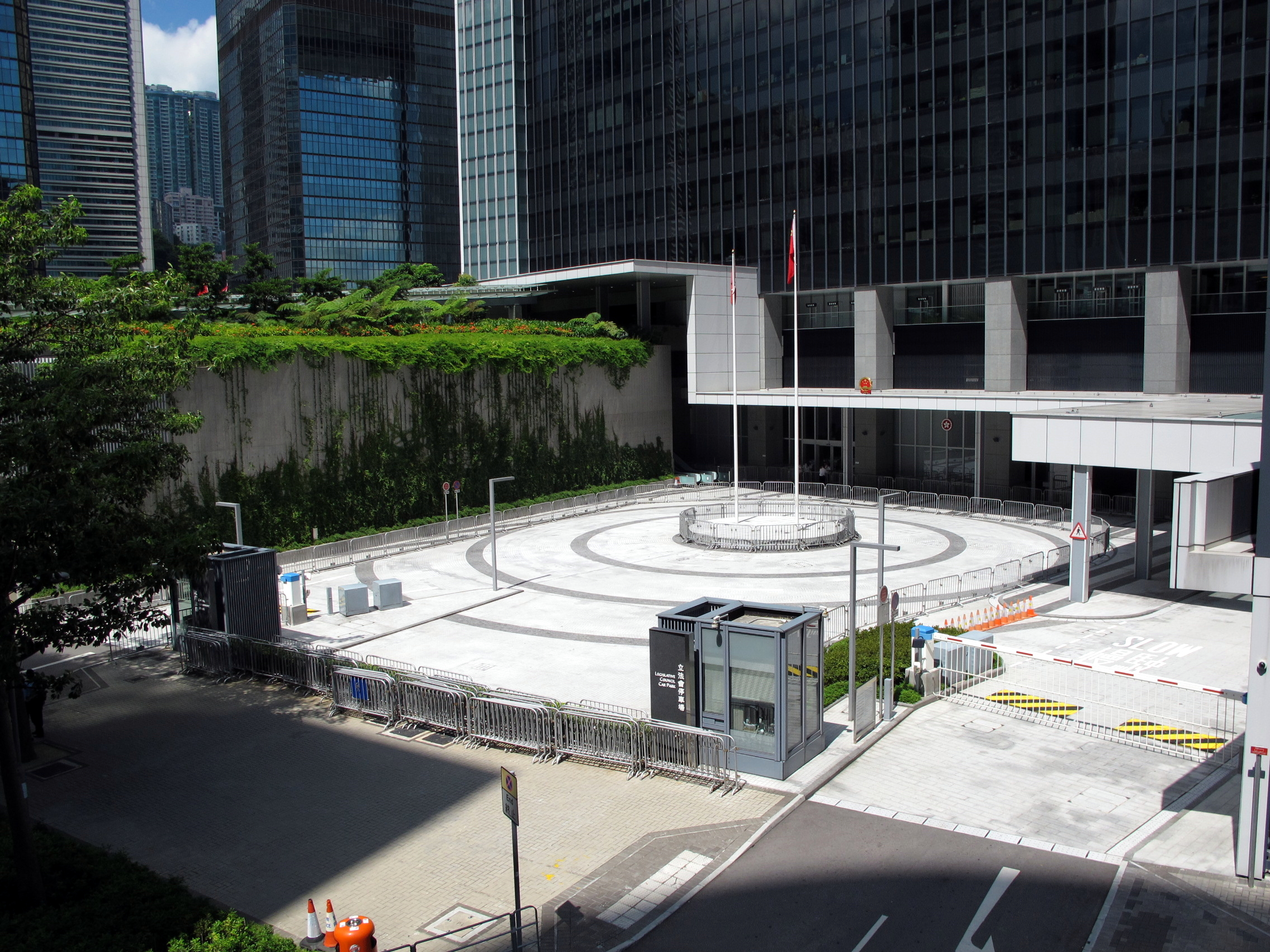
政府總部東翼入口廣場及立法會停車場入口（2013年8月）

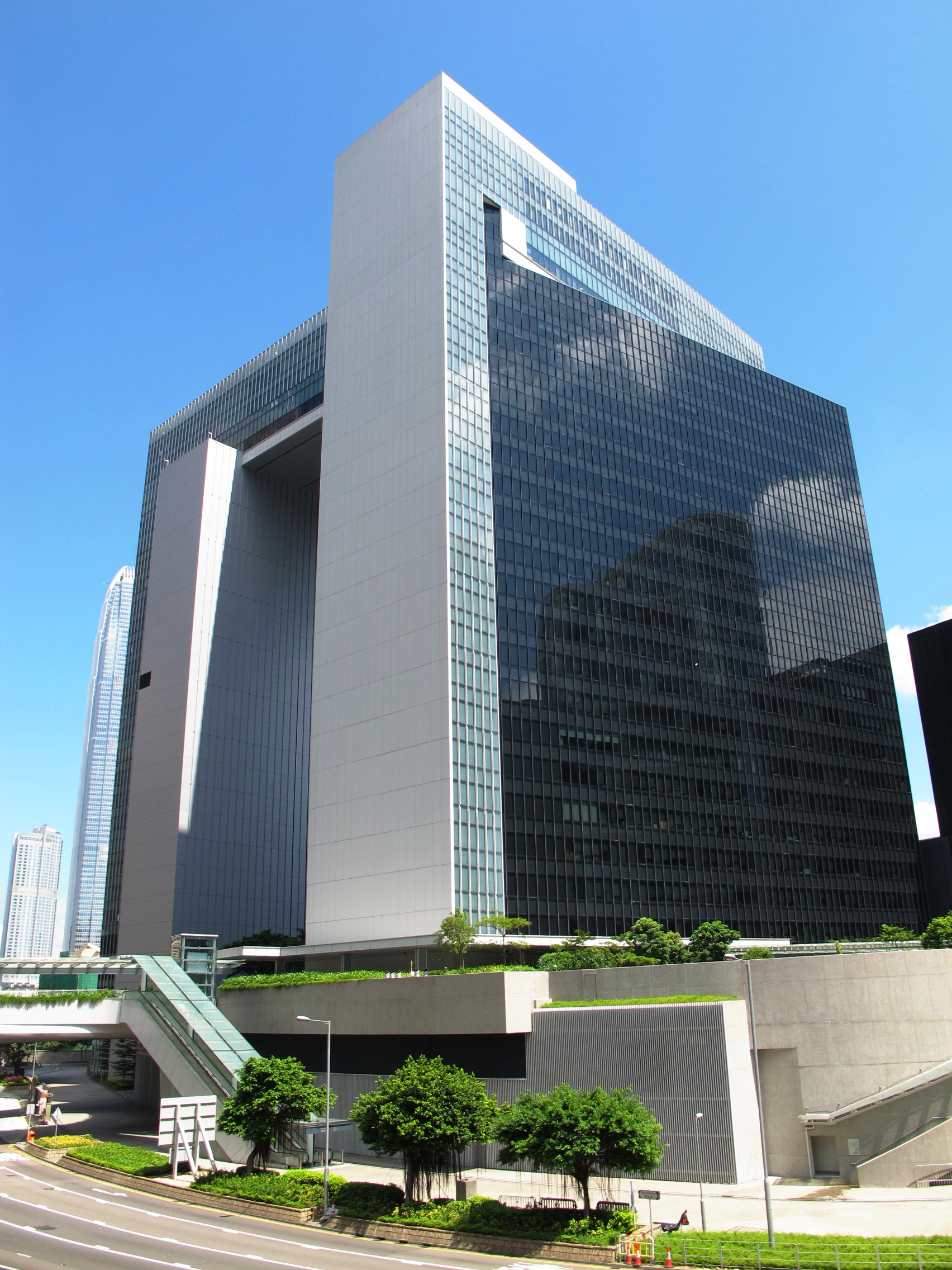
從夏慤道仰望政府總部（2013年8月）

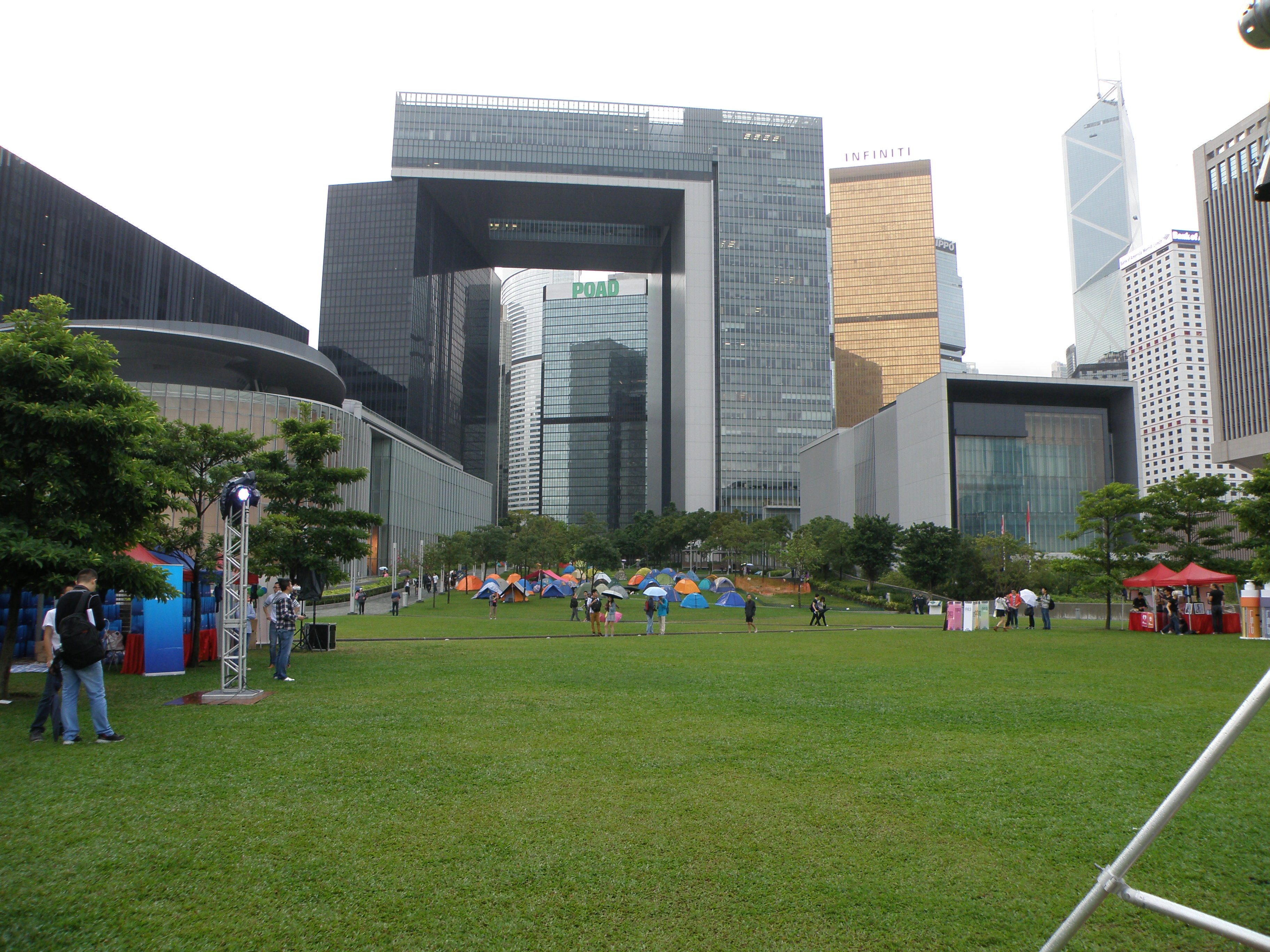
2014年雨傘運動期間的政府總部

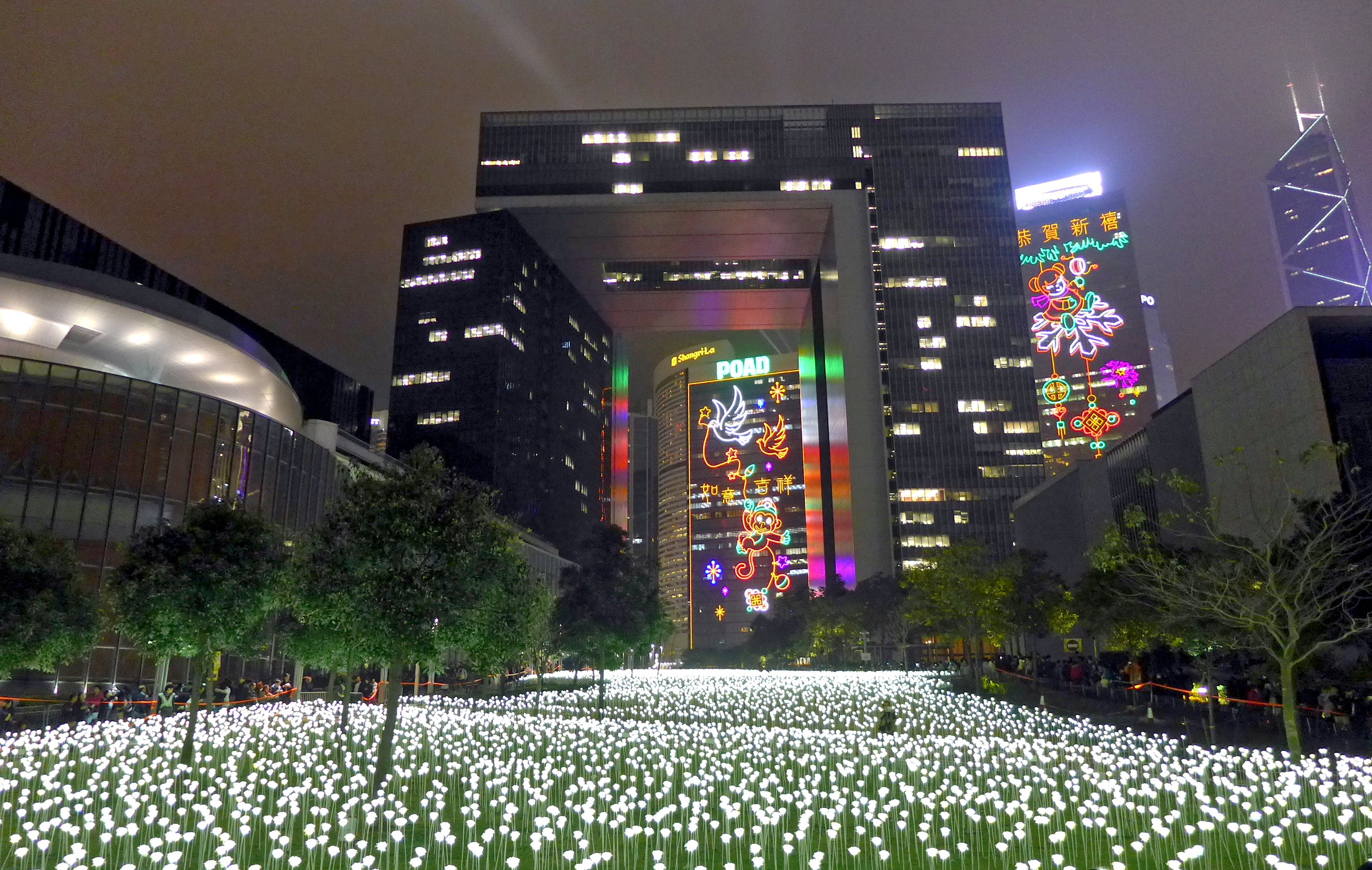
2016年2月，政府總部前設約25,000朵LED白玫瑰組成的韓國大型光影藝術裝置「玫瑰燈海園」，吸引大批市民觀賞和拍攝

政府總部的中英文名稱並非對應直譯：英文名稱「Central Government Offices」是沿用政府總部原先所在地中區政府合署的英文名稱，中文名稱則是以建築物的使用者政府總部來命名。由於包含政府總部在內的添馬艦發展工程之勝出設計概念為「門常開」，因此新政府總部常被公眾稱為「門常開」。

## 歷史
從香港開埠開始，作為香港政府總部所在地的中區政府合署長期位於中環政府山，並曾於1957年在原址進行重建。2002年，香港政府提出將政府總部連同位於舊最高法院大樓的香港立法會及位於禮賓府的行政長官辦公室一併搬到前添馬艦海軍基地地皮。這項計劃曾於2003年一度擱置，後於2005年重新提出，並於2006年獲立法會財務委員會通過撥款。新大樓由許李嚴建築師事務有限公司負責設計，於2008年動工，2011年1月25日平頂，8月18日由國務院副總理李克強主持揭幕儀式。商務及經濟發展局辦公室率先於7月30日遷入新政府總部大樓，而行政長官辦公室於2011年8月8日遷到新政府總部，新政府總部亦於同年8月至12月開始逐步投入使用。
2020年7月，行政署以加強保護政府設施為由，將政府總部西翼玻璃幕牆換成鋁質飾面。而建築物外設置兩米高「水馬陣」。事隔兩年，到2021年10月2日晚上，才派人將水馬和鐵欄移除。

## 樓層分布
| 樓層 | 西翼                               | 東翼                                                    |
| ---- | ---------------------------------- | ------------------------------------------------------- |
| 26/F | 政務司司長辦公室、特首政策組       |                                                         |
| 25/F | 政務司司長辦公室、財政司司長辦公室 |                                                         |
| 24/F | 財經事務及庫務局                   |                                                         |
| 23/F | 商務及經濟發展局                   |                                                         |
| 22/F | 商務及經濟發展局                   | 運輸及物流局                                            |
| 21/F | 文化體育及旅遊局                   | 運輸及物流局                                            |
| 20/F | 創新科技及工業局                   | 運輸及物流局                                            |
| 19/F | 創新科技及工業局、發展局           | 醫務衞生局                                              |
| 18/F | 發展局                             | 醫務衞生局                                              |
| 17/F | 發展局                             | 醫務衞生局、發展局、運輸及物流局                        |
| 16/F | 發展局                             | 環境及生態局、環境保護署                                |
| 15/F | 發展局                             | 環境及生態局、環境保護署                                |
| 14/F | 政府總部數據中心                   | 政府總部數據中心                                        |
| 13/F | 民政及青年事務局                   | 政制及內地事務局                                        |
| 12/F | 民政及青年事務局                   | 政制及內地事務局                                        |
| 11/F | 民政及青年事務局、勞工及福利局     | 教育局                                                  |
| 10/F | 勞工及福利局                       | 保安局                                                  |
| 9/F  | 公務員事務局                       | 保安局                                                  |
| 8/F  | 公務員事務局                       | 保安局                                                  |
| 7/F  | 公務員事務局                       | 教育局                                                  |
| 6/F  | 公務員事務局、發展局               | 教育局                                                  |
| 5/F  | 公務員事務局                       | 教育局                                                  |
| 4/F  |                                    | 教育局                                                  |
| 3/F  | 公務員事務局、行政署               |                                                         |
| 地下 | 大堂                               | 新聞中心、資訊中心 （講述政府總部由1848到2011年的歷史） |

## 圖集

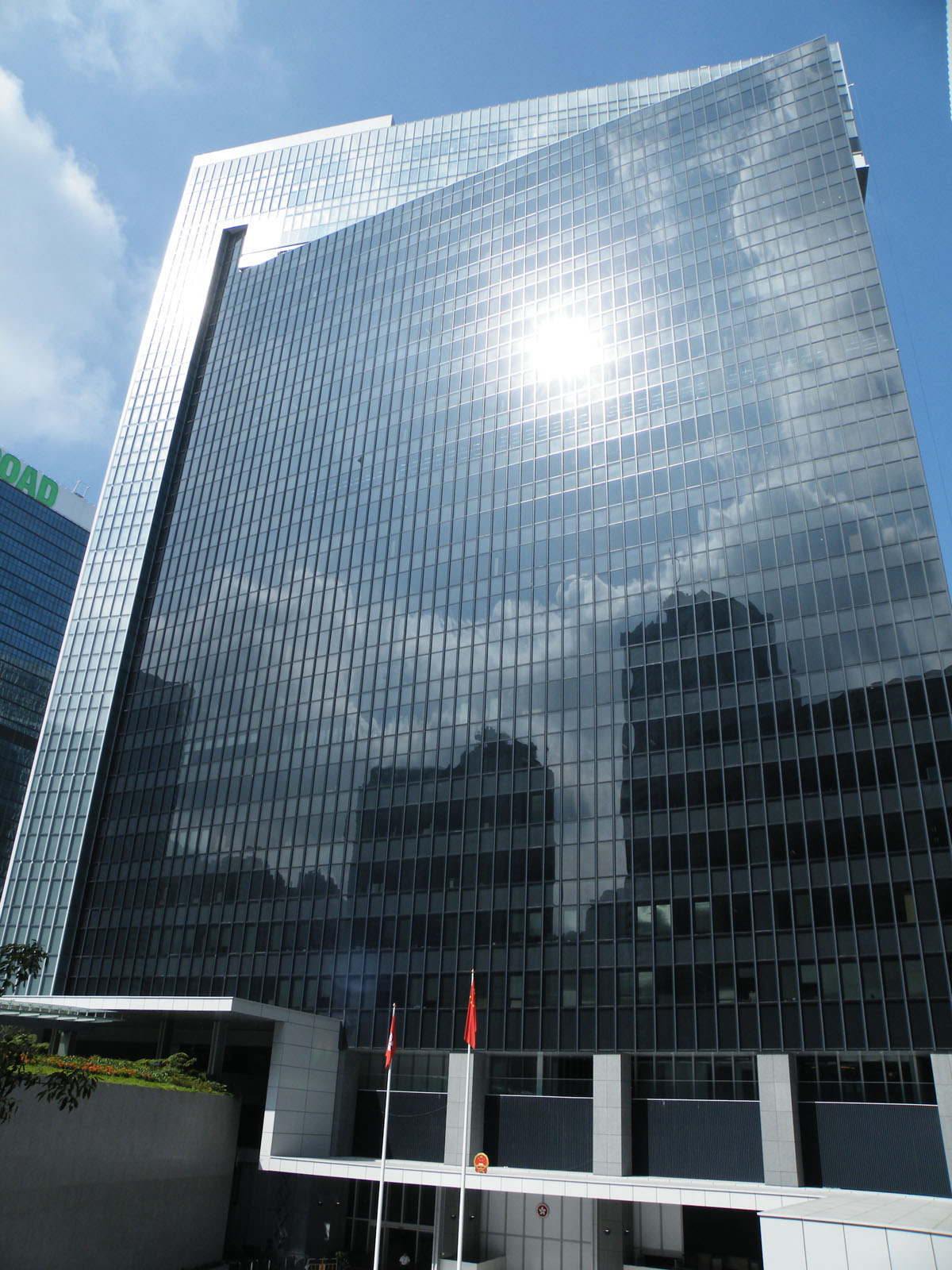
東翼大樓
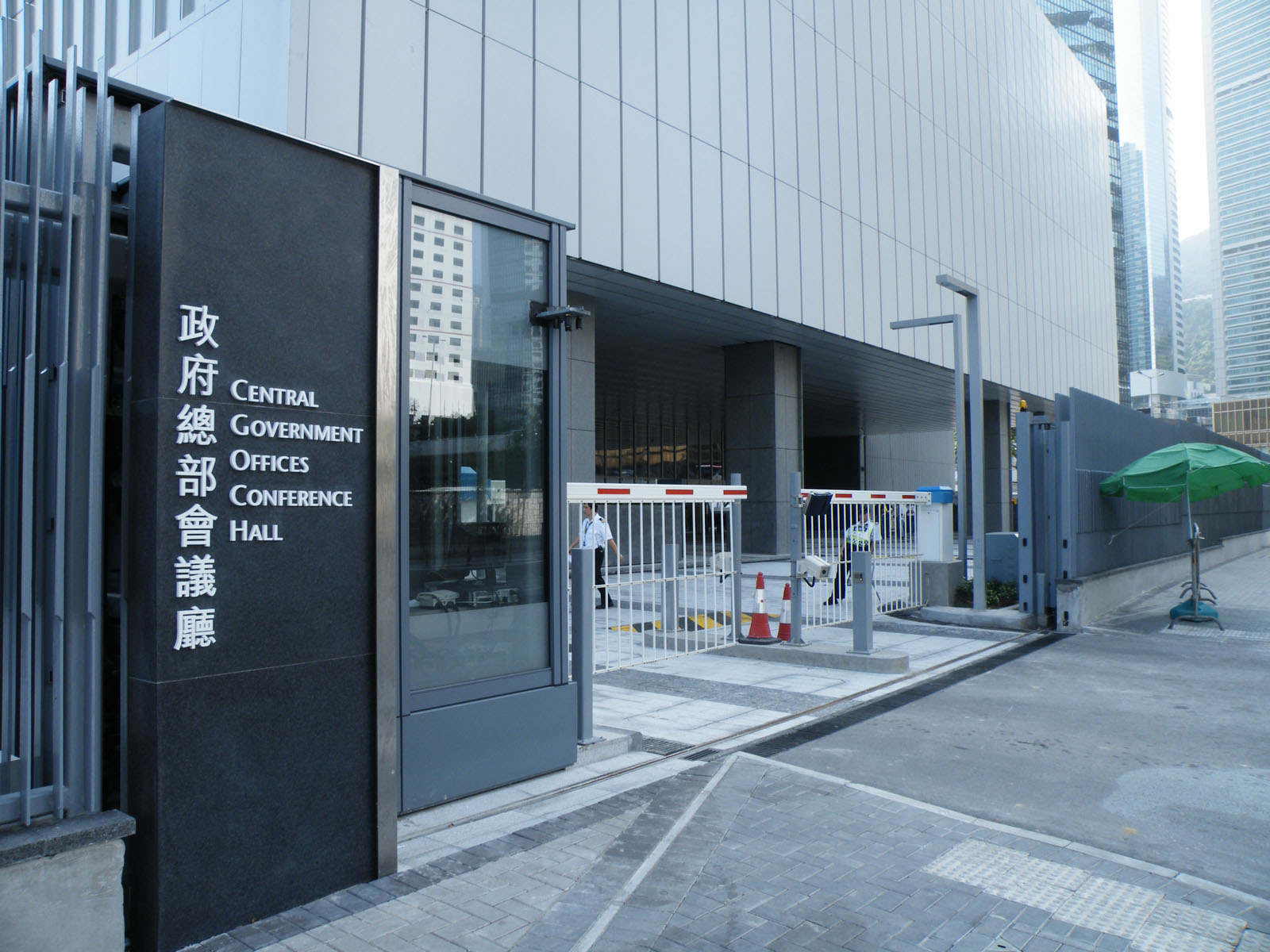
西翼大樓會議廳入口
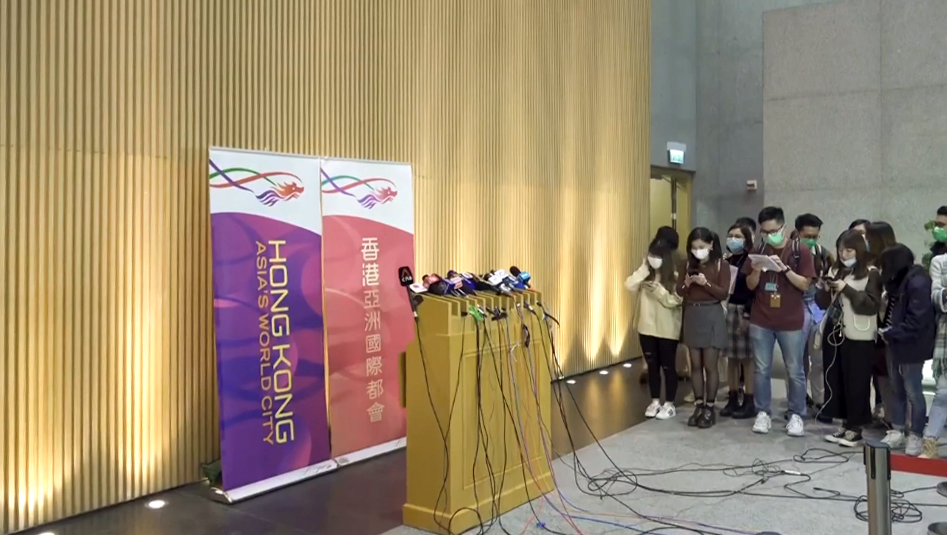
西翼大樓地下大堂記者採訪區
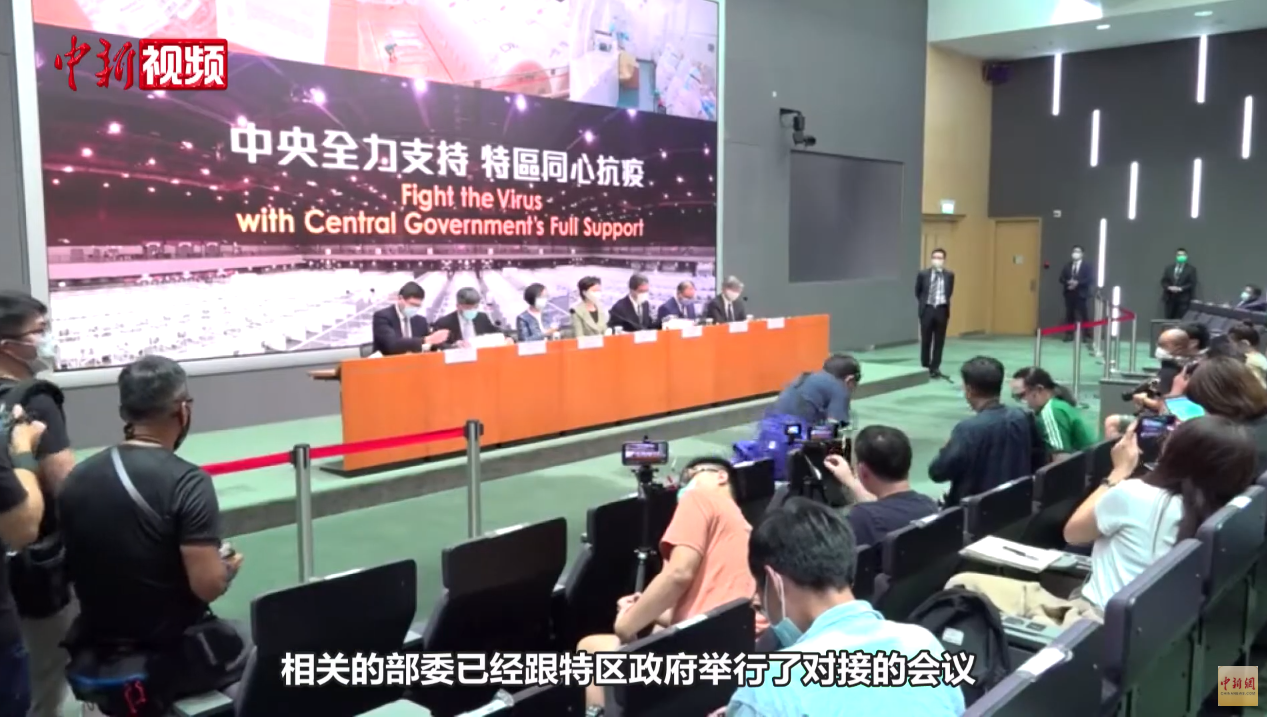
政府新聞發布室
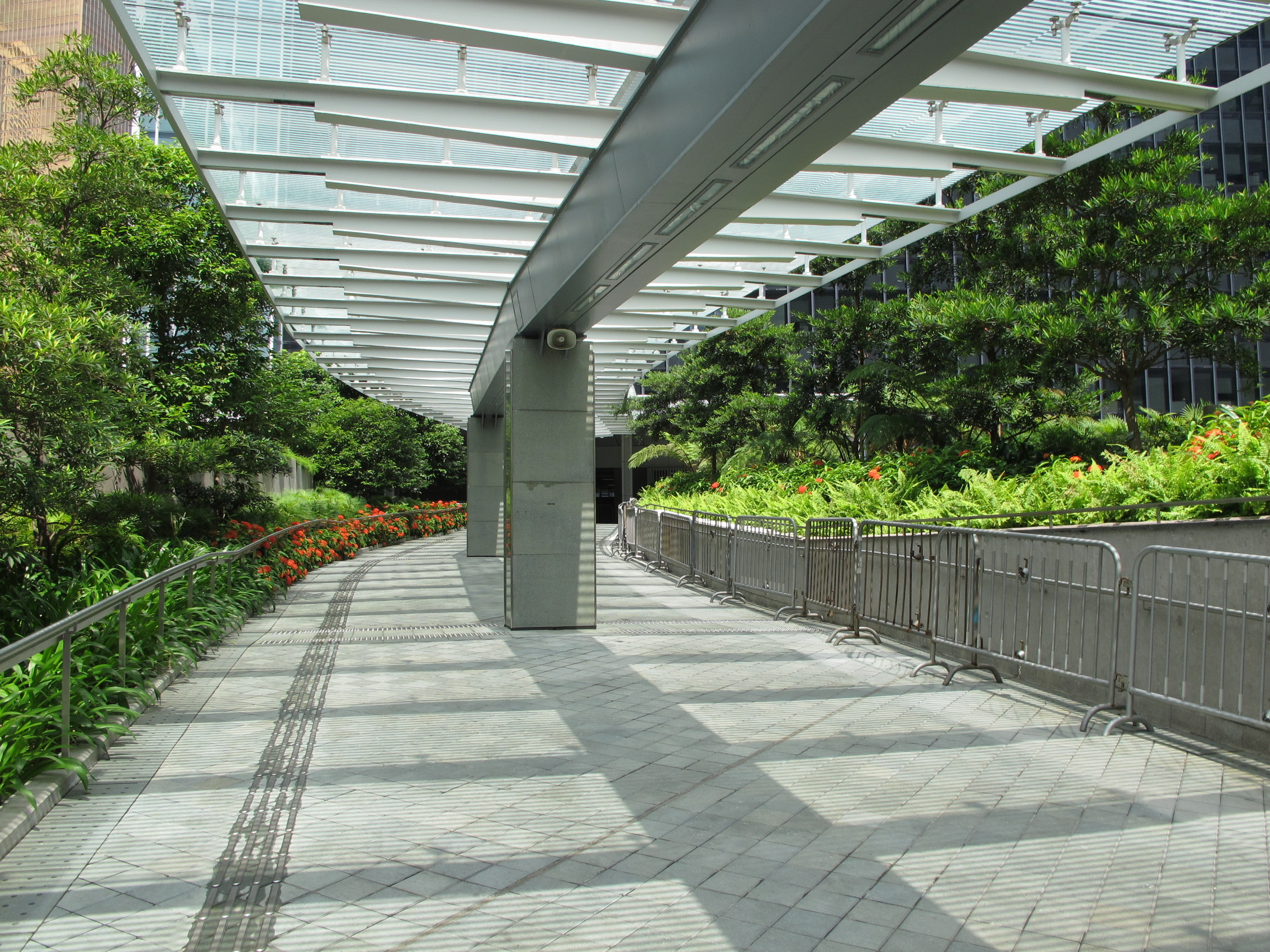
有蓋行人通道連接東翼大樓
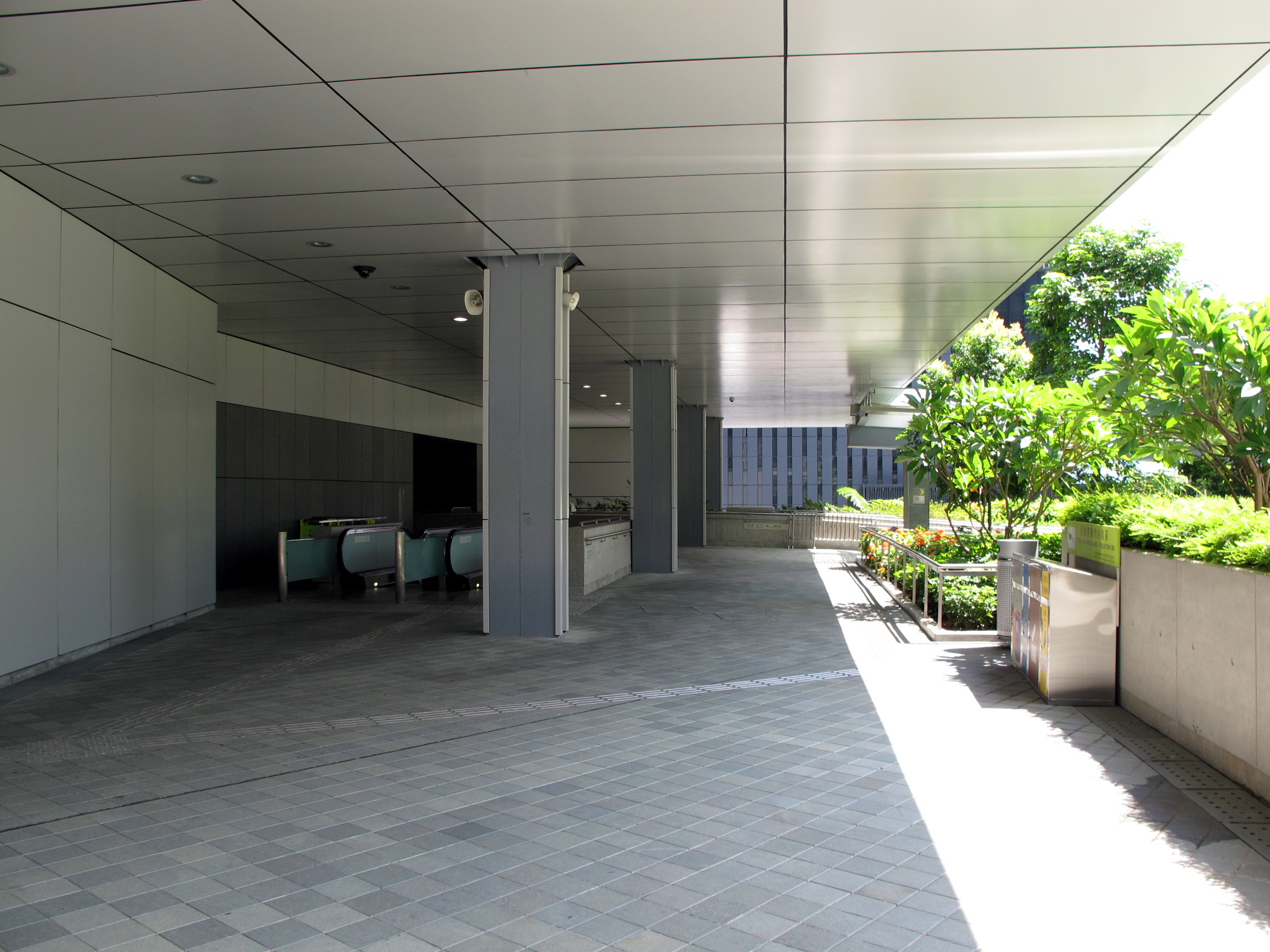
東翼大樓平台入口
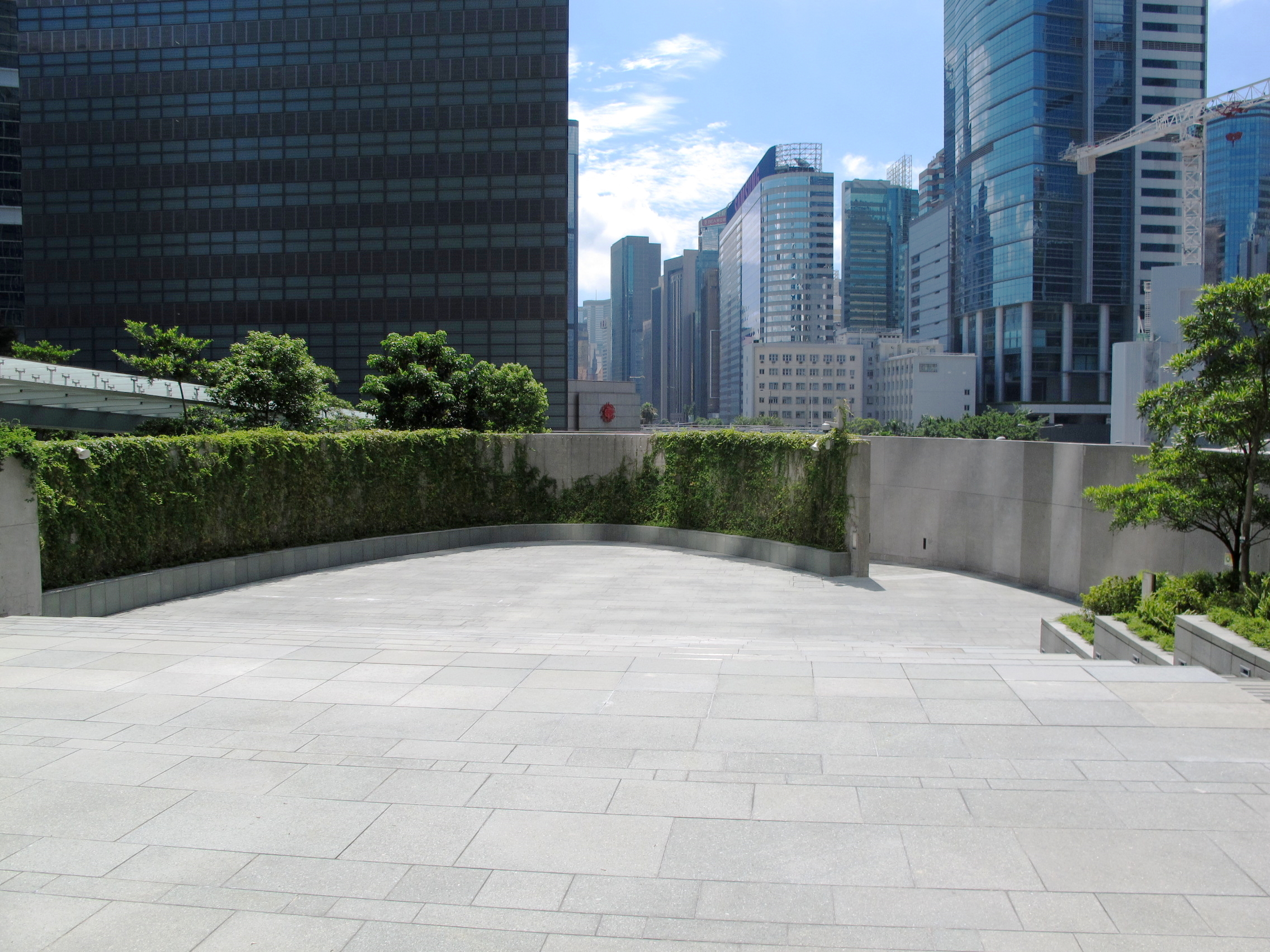
添馬露天劇場

## 重大事件

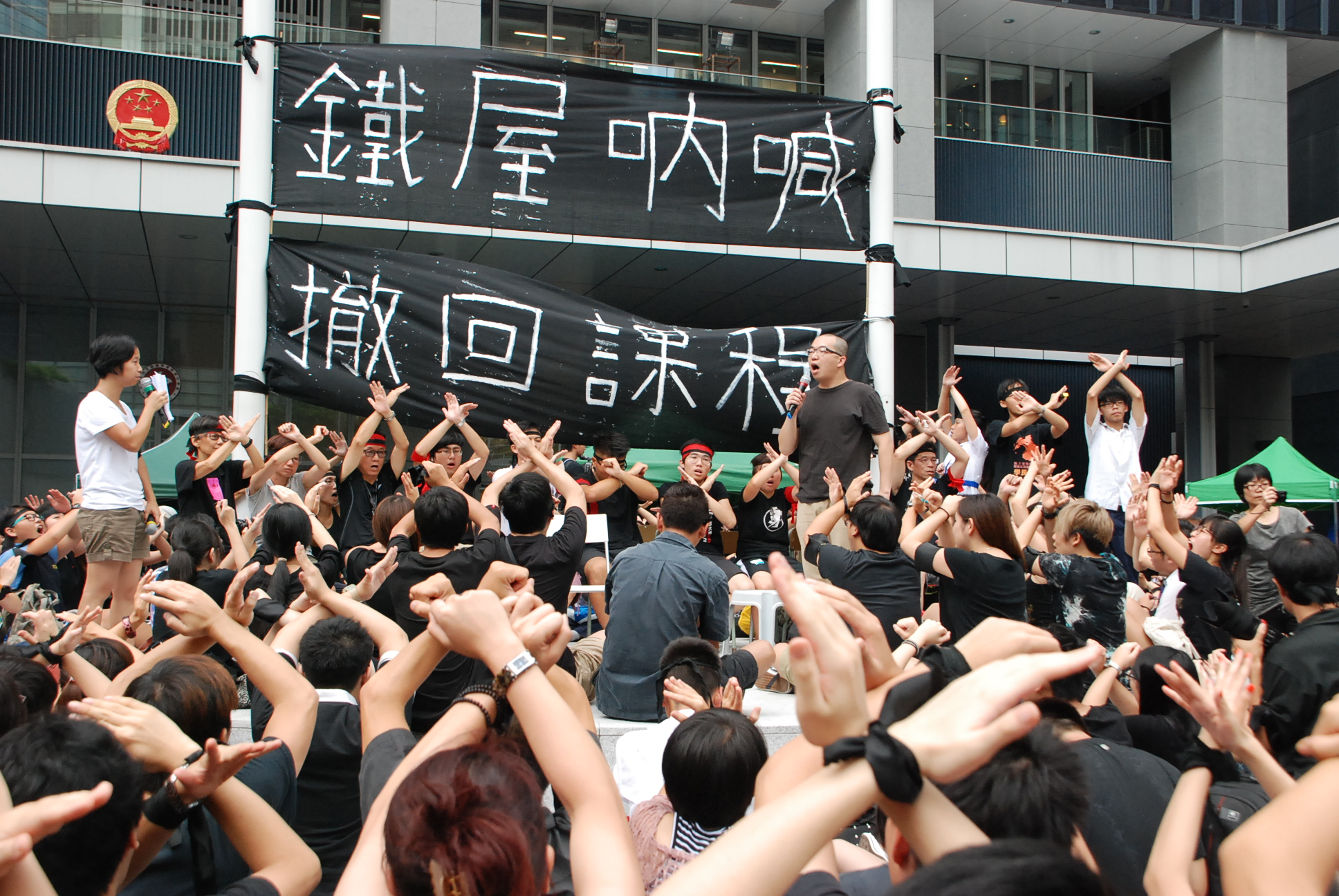
2012年9月學民思潮在政府總部東翼前地集會，並將該處稱為「公民廣場」，在反對德育及國民教育科運動結束後，「公民廣場」對公眾關閉開放直至2017年12月28日

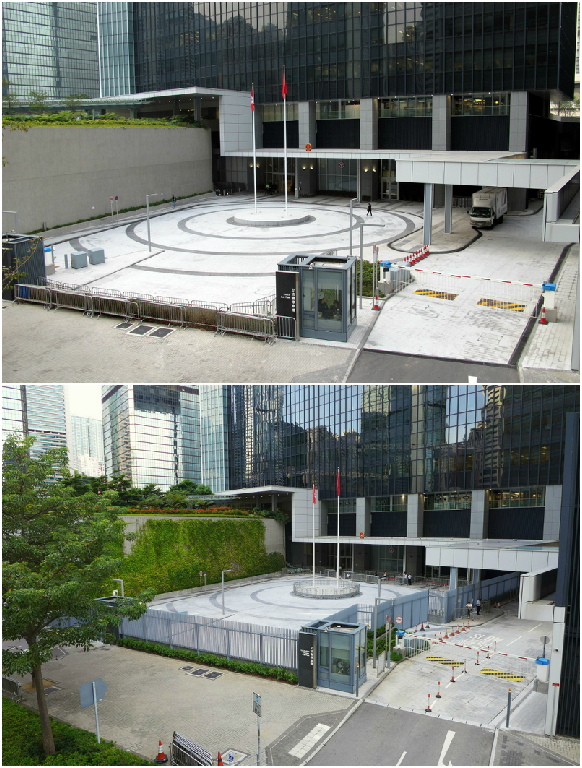
2014年7月，政府公布有需要加強政府總部的保安水平，加設兩米高的圍欄為新措施之一。政府東翼前地「公民廣場」關閉至2017年12月27日

### 退伍軍人病菌滋生事件
時任教育局局長孫明揚於2011年12月末因肺炎送院治療，被確診感染退伍軍人症。到了2012年1月2日，衞生防護中心公佈於孫明揚工作的五個位置取得水樣本，當中四個來自其辦公室及私人洗手間水龍頭的水樣本，初步化驗結果發現四個樣本均可能有退伍軍人桿菌。此外，防護中心在2011年12月28日至2012年1月4日，根據新政府總部水喉管設計圖則，從源頭、分流位置及不同供水區域末端，抽取共31個水樣本化驗，初步化驗結果顯示，至少有9個地方驗出病菌，包括行政長官和6個局長的私人洗手間，以及政府總部東西翼兩個廚房或食堂鋅盆，以及立法會1樓廚房鋅盆。曾浩輝指出，特首、相關局長及政府總部的職員毋須暫停上班，可透過做好清洗消毒，以及加裝過濾器減低菌量。
不過傳染病專家勞永樂指，這事件揭露政府總部整個建築群的供水系統出現嚴重滋生細菌問題，2011年8月為了要趕工急於入伙，整個供水系統未驗清楚，以致今日揭露滋生病菌問題，特首更是責無旁貸。

### 遊行示威
自新政府總部啟用以來，其東翼前地（被公眾稱為「公民廣場」）取代了中區政府合署外之地段，經常舉辦社運集會。從2012年起，七一大遊行的終點從原先的中區政府合署改為新政府總部，而其他以向政府表達訴求為目的的遊行之終點亦作相同更改。
於「公民廣場」舉辦而至今最轟動的集會為學生組織學民思潮在2012年反對德育及國民教育科之升級行動「埋單計數，撤回課程，佔領政總」。8月30日，多名學民思潮成員及學生佔領政府總部迴旋處，其中3名學民思潮成員在政府總部門外絕食；其後在9月1日，民間反對國民教育科大聯盟在添馬公園舉行「良心話事，守護孩子」公民教育開學禮大集會，約有4萬人（警方數據為高峰時8100人）出席，更有藝人到場獻唱年少無知支持。9月3日開學日，學民思潮及大聯盟正式宣佈無限期佔領政府總部迴旋處，每日均有超過8000名市民在放學及下班後到場參與集會（東翼前地亦從那時開始被稱為「公民廣場」），集會至9月7日晚達到高峰，當晚集會人數急劇增加，大會稱有超過12萬人參加集會，而警方估計最高峰時有3萬6千人，參加者更擠滿整個公民廣場、添馬公園、添美道、立法會道等，人潮一直伸延至香港演藝學院。
2013年10月，在香港免費電視牌照爭議中，大批示威者亦包圍政府總部，抗議當局不發放免費電視牌照予王維基旗下香港電視網絡，以及要求解釋不發放的原因，包括公開行政會議內容。

### 採訪自由爭議
新聞界多次指責政府總部自搬遷至添馬後，在政府總部內的採訪自由受限制，有違「門常開」的概念。

### 政府東翼前地「公民廣場」
自2014年6月因反對新界東北發展在立法會大樓發生的公共秩序事件後，政府認為有需要加強政府總部大樓抵禦潛在保安威脅的整體能力，有需要採取適當的保安措施。政府於2014年7月17日早上7時發出新聞稿，表示將政府總部東翼前地將關閉，以便在8月底進行建築工程，將保安基建設施與西翼看齊，工程預算開支約200萬元，預計要9月10日才能重開。在圍欄竣工後，市民深夜11時至翌日清晨6時不可進入廣場，但仍可申請在星期日或公眾假期集會。行政署解釋，工程是要提升政總的抵禦能力。政府總部東翼前地關閉至2017年12月27日。

#### 關閉
泛民主派的工黨立法會議員張超雄在社交網站上傳照片，表示事隔不足3小時，當局便迅速將有關位置，以大型圍板全面圍封，並派出保安看守，似防止「閒人內進」，形容「不知這個政府怕甚麼，官威大得可怕，完全不需面對群眾」。民主黨的何俊仁要求行政署撤回決定，或會提出司法覆核，他批評政府的做法是「極之低能和不理性」、「香港點搞，就快爆炸，是否想市民走出皇后大道中、德輔道中堵塞街道？」。公民黨梁家傑認為政府現在「建一道高牆」，反映特首梁振英政府繼續打壓民意。
建制派的民建聯蔣麗芸認為早前的立法會外的衝突，「撞爛玻璃又撞爛外牆」，維修也花費不少，認同政府的做法。
2017年4月25日，特首梁振英拒絕開放公民廣場，稱已進行安全評估，因為設計上有不少玻璃，考慮到香港情況和外國發生一些襲擊事件，認為不適宜開放。他指現屆政府已多次落區，但因泛民到場示威和堵路才減少次數。

#### 退休攝影師提出司法覆核
在東翼前地關閉期間，退休攝影師張德榮入稟提出司法覆核。到2018年11月19日，高等法院頒發判辭裁定勝訴，並宣告行政署不合比例地限制公眾使用東翼前地集會屬違憲及違法。行政署回應稱「會研究判辭及諮詢律政司意見後，決定下一步行動」。行政署在同年12月13日提出上訴，指原審法官在法律上出錯，認為對政府物業管理工作有深遠影響，要求推翻判決。上訴庭在2020年2月14日推翻裁決，改判行政署勝訴。上訴庭認為政總有其他示威地點，限制使用公民廣場並非不合理。而最初稱為公民廣場的空間是現時添馬公園範圍。而東翼前地從來不是專為示威而設，政府有責任確保政總正常運作，而准許市民周日集會已在集會自由和政府運作間取得平衡。張德榮表示上訴庭裁決不合理，將準備向終審法院提出上訴。

#### 東翼前地重開 行政署禁止宣揚港獨
相隔3年，政府總部東翼前地在2017年12月28日重新開放，但只作職員及訪客通道。行政署只接受市民在星期日及公眾假期申請於東翼前地進行公眾集會或遊行。政務司司長張建宗表示重開公民廣場明顯示政府的開放和包容。記者發現該處見7至8名保安員在場駐守，有進出東翼前地的人被要求出示證件，亦有人直接進出未被查問。有政黨認為政府重開廣場是「扮開放」，要求廢除各種限制，容許市民隨時進入示威。工黨在開放當天到場示威，其間一度遭保安員阻撓。
2018年10月1日，民間人權陣線發起「拒絕危城」遊行，有示威人士高舉港獨標語進入政府總部公民廣場時，被行政署保安以廣場不可舉行任何港獨集會為由阻攔，3名保安報稱受傷倒地，送院治理。行政長官林鄭月娥表示無可能接受利用政府的地方宣揚港獨。到2019年1月1日的元旦遊行，有港獨和將寫有「只有兩國，才有兩制」標語的遊行人士進入政府總部東翼前地被保安阻止，一度引起衝突。民陣召集人批評行政署篩選市民的政治立場。行政署指政府不會容許違反《基本法》的活動在政總東翼前地進行。
2019年1月1日，行政署耗資約98萬將旗杆平台加設1米高的固定花槽，稱可優化種植環境。但有立法會議員認為政府的做法是妨礙市民表達意見，擔心有人衝上旗杆平台而建造。

### 傷人案
2023年10月4日早上，政府總部發生傷人案。一名有自閉症紀錄的17歲少年在政總東翼天橋入口疑持生果刀向人襲擊，現場 2 名保安員手腳受傷，清醒送瑪麗醫院；施襲少年亦受傷被捕。案發現場今日亦有一張工聯會單張，警方稱調查後相信與案件無關。

## 軼聞
2013年10月，電影《變形金剛：殲滅世紀》於該處拍攝外景，並於添馬公園草地範圍進行「爆炸」效果。

## 鄰近建築
- 立法會綜合大樓
- 中信大廈
- 海富中心